# Pederneiras (ort)
Pederneiras är en ort i Brasilien.   Den ligger i kommunen Pederneiras och delstaten São Paulo, i den södra delen av landet, 700 km söder om huvudstaden Brasília. Pederneiras ligger 479 meter över havet och antalet invånare är 38 020.
Terrängen runt Pederneiras är platt. Pederneiras är det största samhället i trakten.
Trakten runt Pederneiras består till största delen av jordbruksmark. Runt Pederneiras är det ganska tätbefolkat, med 70 invånare per kvadratkilometer.